# تری کروس
تری کروز (به انگلیسی: Terry Crews) بازیگر آمریکایی، مجری تلویزیون و مدافع سابق فوتبال آمریکایی است. وی بیشتر به خاطر حضور در سری فیلم‌های بی‌مصرف‌ها و سریال بروکلین نه-نه مشهور است.
او در تاریخ ۳۰ ژوئیه ۲۰۲۱ یک ستاره در پیاده‌روی مشاهیر هالیوود دریافت کرد.

## فیلم‌شناسی
فهرست برخی از فیلم‌هایی که تری کروس در آنها به ایفای نقش پرداخته‌است:
- دختران سفیدپوست
- بی‌مصرف‌ها
- بی‌مصرف‌ها ۲
- آسفالت
- آسفالت ۲
- آسفالت ۵
- آسفالت ۶: آدرنالین
- فقط باهاش کنار بیا
- ابری با احتمال بارش کوفته قلقلی ۲
- اسمارت را بگیر
- نوربیت
- استارسکی و هاتچ
- مردان متوسط
- ببخشید مزاحم شما شدم
- آمریکا استعداد دارد: قهرمانان
- در خدمت سارا
- ایدیوکراسی
- باشگاه مادران مجرد
- تحت‌تعقیب‌ترین‌های مالیبو
- بهانه